# Karen Koop
Karen Koop (* 15. Mai 1944 in Meldorf) ist eine deutsche CDU-Politikerin und war Mitglied der Hamburgischen Bürgerschaft.

## Beruf und Ausbildung
Mit acht Jahren kam Karen Koop nach Hamburg und machte 1965 ihr Abitur an der Klosterschule. Sie absolvierte von 1965 bis 1969 ein Studium der Pädagogik, Geschichte und Mathematik an der Universität Hamburg. Daraufhin folgte 1969 bis 1971 ein Referendariat. Seit 1971 ist sie Studienrätin für Volks- und Realschulen. Sie arbeitet für die Behörde für Bildung und Sport.

## Politik
1985 wurde Koop CDU-Mitglied im Ortsverband Osdorf. Von 1991 bis 2003 war sie Landesvorsitzende der Frauen-Union. Ab 1992 zudem Mitglied des Landesvorstandes der CDU Hamburg. 
Sie war seit dem 6. Oktober 1993 bis 2011 Mitglied der Hamburgischen Bürgerschaft. Sie war seit 2001 stellvertretende Fraktionsvorsitzende der CDU. 
Sie war zudem im Sozialausschuss, Wissenschaftsausschuss sowie Familien-, Kinder- und Jugendausschuss. Als weitere Aufgabe war sie in der Enquete-Kommission Schulentwicklung. Sie war Fachsprecherin der CDU-Fraktion für Jugend, Kinder und Familie sowie Gleichstellungsfragen.